# Ніуе (мова)
Мова Ніуе — мова ніуеанців, одна з полінезійських мов. Є офіційною на острові Ніуе. Загальна кількість носіїв — близько 8 тисяч осіб. Традиційна назва — ko e vagahau Niuē.
Ніуеанська мова є найближчою до тонганської мови, разом з якою утворює тонганську групу полінезійських мов, з більш віддаленими маорійською, самоа і гавайською.

## Абетка
Ніуеанська абетка складається з 17 літер, назви яких такі: ā, ē, ī, ō, ū, fā, gā, hā, kā, lā, mō, nū, pī, tī, vī, rō, sā. Необхідно відзначити, що букви rō і sā стоять в кінці абетки і є запозиченими літерами.
Голосні в мові Ніуе бувають або довгими, або короткими. На листі довгота позначається спеціальним діакритичним знаком — макроном (проте є й винятки).

## Фонологія
|         | передні | передні  | середні | середні  | задні | задні    |
|         | довгі   | короткі  | довгі   | короткі  | довгі | короткі  |
| верхні  | ː [i]   | МФА: [i] |         |          | ː [u] | МФА: [u] |
| середні | ː [e]   | МФА: [e] |         |          | ː [o] | МФА: [o] |
| нижні   |         |          | ː [a]   | МФА: [a] |       |          |

Короткі голосні не позначаються на письмі макроном: mitaki (добрий), ufi (ямс). Довгі голосні на письмі позначаються макроном: laā (сонце), ō (йти).
|            | Губні             | Альвеолярні     | Велярні  | Глотальні |
| ---------- | ----------------- | --------------- | -------- | --------- |
| Взривні    | МФА: [p]          | МФА: [t]        | МФА: [k] |           |
| Фрикативні | МФА: [f] МФА: [v] | (s [])          |          | МФА: [h]  |
| Носові     | МФА: [m]          | МФА: [n]        | МФА: [ŋ] |           |
| Плавні     |                   | МФА: [l] (r []) |          |           |